# Monastero di San Pelagio
Il monastero di San Pelagio è un monastero cattolico situato nella città di Oviedo, nel Principato delle Asturie. Nella sua parte posteriore si trova l'Accademia della Lingua Asturiana e, fino a 2010, era presente anche l'Archivio Storico delle Asturie.
Alfonso II delle Asturie, detto il Casto, inizialmente dedicò il monastero a san Giovanni Battista. Si crede che il patrocinio del tempio sia ad opera di Teresa Ansúrez, vedova del re Sancho I di León.

## Storia
Originariamente dedicato a San Giovanni Battista, attualmente il tempio è dedicato a san Pelagio di Cordova, nato agli inizi del X secolo, nella località galiziana di Albeos. Da bambino fu tenuto come ostaggio dai musulmani al posto dello zio, il vescovo Ermogio, il quale era stato precedentemente catturato. Pelagio rimase tre anni prigioniero: l'emiro Abd al-Rahman III gli propose di convertirsi all'islam e in cambio gli avrebbe concesso la libertà, ma il giovane rifiutò l'offerta, volendo rimanere cristiano. Fu martirizzato il 26 giugno 925 a Cordova.
Le sue reliquie furono inviate per i cristiani nella Spagna settentrionale, lontano dell'influenza musulmana. Dapprima arrivarono a León e nell'anno 994 furono spostate a Oviedo, dove le posero in questo monastero, che cambiò il nome e adottò quello del giovane martire.

## Descrizione
L'edificio si trova nella zona nella quale si sviluppò l'arte preromanica, dove si trovano anche la Cattedrale di Oviedo e la chiesa di San Tirso.
L'edificio fu rimaneggiato più volte: nelle sue fondamenta, infatti, sono stati trovati dei resti di un chiostro romanico. Nel 1590 Leonardo de la Cajiga riedificò la chiesa, ma la prima grande rielaborazione avvenne nel 1650 con la costruzione delle torri di Melchor Velasco. Sul finire del XVII secolo si volle rimaneggiare il complesso secondo lo stile di Gregorio Roza, Francisco de la Riva e Gaspar Ladrón de Guevara, famosi architetti dell'epoca che gli diedero l'aspetto attuale. L'ultimo importante rifacimento del monastero cominciò nel 1703 con la costruzione del Vicariato con l'imponente facciata, ispirata ai palazzi barocchi, a opera di Fray Pedro de Cardeña.